# ابزار ساخت داده
ابزار ساخت داده یا دی‌بی‌تی (اختصاری dbt) یک ابزار خط فرمان منبع باز است که به تحلیلگران داده و مهندسان کمک می‌کند تا محتویات انبار داده خود را به‌طور موثرتر تغییر دهند.

## تاریخ
شرکت آر جی متریکس در سال ۲۰۱۶ در مسیر یافتن راهکاری برای افزودن قابلیت تبدیل ابتدایی به سیستم استیچ (که توسط شرکت تلند در سال ۲۰۱۸ خریداری شد) به این محصول رسید. اولین نسخه‌های dbt به تحلیلگران داده اجازه می‌داد در فرایند تبدیل داده‌ها، با استفاده از بهترین شیوه‌های مهندسی نرم‌افزار، مشارکت داشته باشند.
dbt از ابتدا متن باز بود. ولی در سال ۲۰۱۸، تیم آزمایشگاه Labs (که در آن زمان فیشتاون آنالیتیکس نامیده می‌شد) یک محصول تجاری را بر روی dbt Core منتشر کرد.